# 魔法使いとご主人様
『魔法使いとご主人様 〜Wizard and The Master〜』（まほうつかいとごしゅじんさま ウィザード・アンド・ザ・マスター）は、2005年9月2日にQuinRoseから発売されたパソコン用恋愛アドベンチャーゲーム。

## 概要
QuinRose作品の第1作目を飾る、主従関係の恋愛を扱った乙女ゲーム作品。監督兼メインシナリオは、五月攻。本作で登場したフルークハーフェンと呼ばれる架空の大陸、およびそこに存在するとされる国名は、後の『アラビアンズ・ロスト』やクリムゾン作品二作でも物語の舞台として使用され、フルークハーフェン大陸シリーズと総称されるようになる。
発売当初のPCゲームではノンボイスであったが、声優陣を加えてフルリメイクした『魔法使いとご主人様 New Ground〜Wizard and The Master〜』が2010年7月31日に、更にPSP版が2011年11月23日に発売された。
また発売10周年となった2015年には、全イラスト描き下ろしの上ノベルゲームリメイクした『新装版 魔法使いとご主人様〜Wizard and The Master〜』がPS Vitaで発売された。

## ストーリー
魔力の強い者がエリートで、高位の魔法使いは地位も高い。魔法が中心、魔法が全て、魔法万歳、そんな魔法で成り立つ国―ルーンビナスにプリンセスとして生まれた、魔法を使えない主人公。常に暗殺などの危険に晒される王族にとって、身を守る手段である魔法が使えない事が知られれば、格好の餌食となってしまう。そこで主人公は「王位継承保持者が魔法を使えない場合は、ルーンビナス随一（世界一）の名門校―シンフォニア高位魔法学校に25日間（New Groundおよび新装版では25週間）滞在し、そこで身分に相応しい、生涯の供とする従者を探し出す」という王国のしきたりに従って、学園生活を送ることになる。

## 登場人物
※キャストはリメイク版のもの。

### 主人公
アリシア＝ヒルデガルド（Alicia Hildegarde）
家族構成：父、母、兄、使い魔
魔法大国―ルーンビナスの王弟の娘（プリンセス）であり、主人公（名称は変更可能）。
王族でありながら魔法が使えない、珍しい体質。とても前向きで勝気な性格。兄は放浪癖の持ち主。魔法が使えない理由は、特定キャラのイベントで明らかになる。

### 従者候補と見守る者
セラス＝ドラグーン（Seras Dragoon）
声 - 小野大輔
身長：173cm / 誕生日：陽の睦精先月（5月）27日 / 出身地：不明
家族構成：不明
好きな教科：火炎魔法 / 嫌いな教科：無し / 好きな色：空色
主人公（プリンセス）命。本来は気高いドラゴンだが、いつしか主人公に使われることに喜びを感じ、いささか度が過ぎる奉仕的な性格となった。趣味はご主人様に尽くすこと。
リューク＝ブラウン（Ryuk Brown）
声 - 杉田智和
身長：185cm / 誕生日：陽の焔精後月（8月）3日 / 出身地：リオグラード
家族構成：姉、妹、弟
好きな教科：実践魔法 / 嫌いな教科：古代史 / 好きな色：黒
真面目な好青年。何事にも素直な性格だが、頑固な一面もある。ロイドと仲が良い。趣味は剣の鍛練。
ロイド＝ダークネスト（Lloyd Darknest）
声 - 中村悠一
身長：176cm / 誕生日：陰の雹精先月（1月）21日 / 出身地：ルーンビナス
家族構成：姉、兄
好きな教科：魔法史 / 嫌いな教科：体育 / 好きな色：深緑
無愛想で頑固者。学者の家系という血筋の影響か、魔法の研究が大好きで、馬鹿が嫌い。セラスには好意的。趣味は研究と読書。
ミラー＝フェルデナンデス（Miller Ferdinandes）
声 - 近藤隆
身長：172cm / 誕生日：陰の霜精先月（11月）30日 / 出身地：ルーンビナス
家族構成：兄
好きな教科：言語学 / 嫌いな教科：数学 / 好きな色：白
主人公の幼馴染で喧嘩友達。自分と自分の家柄に誇りを持っている。少し捻くれているが、校内の女子人気は高い。サイラスとは趣味仲間。趣味は乗馬。
サイラス＝フォン（Silas Von）
声 - 遊佐浩二
身長：179cm / 誕生日：陽の睦精後月（6月）13日 / 出身地：不明
家族構成：不明
好きな教科：光波魔法 / 嫌いな教科：時空魔法 / 好きな色：朱色
一見すると優男ながら、生徒の信頼厚い講師。複雑な過去を持つ印象を漂わせている。不快に思っても、オブラートに包んで口にすることが多い。趣味は読書と散策。
シルフィール＝ベルモア（Sylphiel Belmore）
声 - 宮川美保
身長：156cm / 誕生日：陽ノ輝精後月（4月）16日 / 出身地：ルクソーヌ
家族構成：姉2人
好きな教科：歴史学 / 嫌いな教科：攻撃魔法実技 / 好きな色：翡翠色
唯一の女性従者候補。おっとりした性格だが自覚は無く、頑固。男子生徒に人気がある。趣味は読書とお菓子を食べること。
ハワード（Howard）
声 - 井上和彦
身長：181cm / 誕生日：陰の霜精先月（11月）9日 / 出身地：不明
家族構成：不明
好き＆嫌いな教科：不明 / 好きな色：紫紺
常に学校のことを考えている、仕事熱心な学校の執務長。主人公と面識はないが、何故か懐かしい雰囲気を感じさせる謎の男。趣味は学校の見回り。

### その他の仲間
マイセン＝ヒルデガルド（Meissen Hildegarde）
声 - 下野紘
身長：180cm以上 / 出身地：ルーンビナス
家族構成：父、母、妹
New Groundのみ。主人公の兄。アラビアンズ・ロストやクリムゾン・エンパイアにも登場。
オランヌ＝バルソーラ（Hauranne Balzola）
声 - 浪川大輔
身長：175cm / 出身地：不明
New Groundのみ。不定期に授業を開催する占い学の教授。クリムゾン・エンパイアやクリムゾン・ロワイヤルにも登場。
ネロ（Nero）
声 - 鈴木千尋
小間使いの少年。ハワードをとても慕っている。
キャロル
学校仕えの使用人。よく動く髪が特徴。アリシアを気にかけている。
ルイーズ
会うとキャンディーをくれる、学校仕えのメイド頭。年齢不詳の美人。年下の夫がいる。
テネロピー＝クルス
ゴシップ記事で知られている、クルス新聞社の令嬢。季節外れの一時留学生であるアリシアが気になっている。変わった趣味がある。
ニコール＝アシュレイ
家は孤児院の持ち主。シンフォニア高位魔法学校の現首席。従者候補にも挙がっていたが、とある理由で辞退する。
ガイ＝アシュレイ
アシュレイ家の孤児院で育った孤児。ニコールとは友達で兄弟同然の仲。無愛想だが可愛い一面もある。
レイドリアマナトナデナ＝フィオレントナグリア
通称レイ。異様な量の荷物を持った片言を喋る生徒。黄色いキャンディーをこよなく愛している。
ギルバート＝ホロウ
マジックアイテム作成に関する授業を行う、男性教授。魔法のキャンディー作りも教えている。
エルビン＝ヒラリー
ルーンビナス北東地区担当の、方向音痴な郵便配達人。助けるとルイーズから貰ったキャンディーをくれる。
シン
ミラーの友人。
コウ&ハニー
秘密の館の主。占い学の講師も兼ねているコウと、蛙のハニーのコンビ。仲良くなると怪しいプレゼントをくれる。

## 主題歌
- オープニングテーマ「Color」 - 作詞：ヒサノ / 作曲・編曲：中川喬 / 歌：ヒサノ
- エンディングテーマ「君の声」 - 作詞：ヒサノ / 作曲：羽山茂樹 / 編曲：中川喬 / 歌：ヒサノ
- 『魔法使いとご主人様　New Ground』版
  - オープニングテーマ「星降る夜に」 - 歌：ヒサノ / 作詞：五月攻 / 作曲：鞠
  - エンディングテーマ「スクラップ・ブック」 - 歌：QuinRose、「真昼のエスケープ」 - 歌：ヒサノ、「鳥かごの魚」 - 歌：ヒサノ
- 『新装版 魔法使いとご主人様』
  - 追加エンディングテーマ「夜に昇る太陽に」 - 歌：セラス=ドラグーン(CV:小野大輔)、「Dream One」 - 歌：リューク=ブラウン（CV:杉田智和)、「School Diary」 - 歌：ロイド=ダークネスト（CV:中村悠一)

## CD
La／Lune ラ・ルーン～The goddess in the moon～
本作で使用された楽曲や書き下ろし曲を収めた、イメージミュージックアルバム。
1. DOLL HOUSE （書き下ろし曲） - 作曲／編曲・鞠
2. White （ゲーム収録曲・テーマソング） - 歌／作詞・ヒサノ　作曲／編曲・中川喬
3. Color （ゲーム収録曲・オープニングソング） - 歌／作詞・ヒサノ　作曲／編曲・中川喬
4. sincerity （書き下ろし曲・リュークイメージソング） - 歌／作詞・ヒサノ　作曲／編曲・中川喬
5. Season （書き下ろし曲・ミラーイメージソング） - 歌／作詞・ヒサノ　作曲／編曲・中川喬
6. 扉 （書き下ろし曲・ロイドイメージソング） - 歌／作詞・ヒサノ　作曲／編曲・中川喬
7. 光と影 （書き下ろし曲・サイラスイメージソング） - 歌／作詞・ヒサノ　作曲／編曲・中川喬
8. Best Friend （書き下ろし曲・シルフィールイメージソング） - 歌／作詞・ヒサノ　作曲／編曲・中川喬
9. 帰り道 （書き下ろし曲・ハワードイメージソング） - 歌／作詞・ヒサノ　作曲／編曲・中川喬
10. ずっと… （書き下ろし曲・セラスイメージソング） - 歌／作詞・ヒサノ　作曲／編曲・中川喬
11. Yours （書き下ろし曲） - 作曲／編曲・鞠
12. 君の声 （ゲーム収録曲・エンディングソング） - 歌／作詞・ヒサノ　作曲・羽山茂樹　編曲・中川喬

Le soir
New Ground版で使用されたOP・ED曲やキャラクターのイメージソングなどを収めたイメージCDアルバム。全曲作詞・五月攻、作曲・鞠。
1. 星降る夜に（「魔法使いとご主人様　New Ground」OP） - 歌／ヒサノ
2. 子供達はロマンチスト（ミラー＝フェルデナンデス・キャラクターソング） - 歌／近藤隆
3. -Interlude- Lost World
4. 永遠より先に（ハワード・キャラクターソング） - 歌／井上和彦
5. 満ち潮に月（ネロ・キャラクターソング） - 歌／鈴木千尋
6. -Interlude- Memory
7. スクラップ・ブック（「魔法使いとご主人様　New Ground」ED） - 歌／QuinRose

Une etoile
New Ground版で使用されたOP・ED曲やキャラクターのイメージソングなどを収めたイメージCDアルバム。全曲作詞・五月攻、作曲・鞠。
1. -Interlude- Curtains
2. 真昼のエスケープ（「魔法使いとご主人様　New Ground」ED） - 歌／ヒサノ
3. ジキルとハイド（セラス＝ドラグーン・キャラクターソング） - 歌／小野大輔
4. ＬＡＳＴ（ハワード・キャラクターソング） - 歌／井上和彦
5. 君を中心に世界は回る（ミラー＝フェルデナンデス・キャラクターソング） - 歌／近藤隆
6. -Interlude- Blue
7. 鳥かごの魚（「魔法使いとご主人様　New Ground」ED） - 歌／ヒサノ

## 関連書籍

### 攻略本
エンターブレイン
- 魔法使いとご主人様New Ground 公式ビジュアルファンブック　ISBN：978-4047268517(2010年10月1日)

## 関連作品
- アラビアンズ・ロスト
犯罪大国―ギルカタールのプリンセス―アイリーン＝オラサバルは、盗賊王の一人娘として英才教育を受けて育ったが、「“普通”の人間になりたい」と強く願っている。両親の選んだ5人の大悪党である婚約候補者達との縁談をどうしても回避したい主人公は、両親に取引を持ちかけ、25日間以内に1000万Gという大金を自力で貯められれば婚約を強制しない、と約束させた。かくして、“普通”の生活を目指す主人公の、候補者達や施設を上手く利用しての大金稼ぎが始まる。サイラスの出身地であるギルカタールが舞台であり、主人公の兄―マイセン＝ヒルデガルドが登場する。
- クリムゾン作品二作―クリムゾン・エンパイア〜Circumstance to serve a noble〜、クリムゾン・ロワイヤル 〜Circumstance to serve a noble〜
貴族の国―ルクソーヌの属国を舞台に、第二王子付きメイド長で、護衛頭でもある主人公―シエラが主を王位に就ける為、権力争いと恋愛に奮闘する2作。シルフィールの出身地であるルクソーヌの属国が舞台であり、『アラビアンズ・ロスト』と同様にマイセン＝ヒルデガルドが登場するほか、オランヌ＝バルソーラも王城に滞在する魔法使いとして登場する。